# Liste der Kulturdenkmale in Göppingen

Wappen von Göppingen

In der Liste der Kulturdenkmale in Göppingen werden unbeweglichen Bau- und Kunstdenkmale in Göppingen aufgelistet. Diese Liste ist noch unvollständig.

## Allgemein
- Bild: Zeigt ein ausgewähltes Bild aus Commons, „Weitere Bilder“ verweist auf die Bilder im Medienarchiv Wikimedia Commons.
- Bezeichnung: Nennt den Namen, die Bezeichnung oder die Art des Kulturdenkmals.
- Lage: Straßenname und Hausnummer oder Flurstücknummer des Kulturdenkmals, gegebenenfalls auch den Ortsteil. Die Grundsortierung der Liste erfolgt nach dieser Adresse. Der Link (Karte) führt zu verschiedenen Kartendiensten mit der Position des Kulturdenkmals. Fehlt dieser Link, wurden die Koordinaten noch nicht eingetragen. Sind diese bekannt, können sie über ein Tool mit einer Kartenansicht einfach nachgetragen werden. In dieser Kartenansicht sind Kulturdenkmale ohne Koordinaten mit einem roten bzw. orangen Marker dargestellt und können durch Verschieben auf die richtige Position in der Karte mit Koordinaten versehen werden. Kulturdenkmale ohne Bild sind an einem blauen bzw. roten Marker erkennbar.
- Datierung: Baubeginn, Fertigstellung, Datum der Erstnennung oder grobe zeitliche Einordnung entsprechend des Eintrags in der zuständigen Denkmaldatenbank (Landesamt für Denkmalpflege Baden-Württemberg).
- Beschreibung: Kurzcharakteristik des Kulturdenkmals.

## Liste
| Bild           | Bezeichnung                                              | Lage                                                                                | Datierung                             | Beschreibung | ID |
| -------------- | -------------------------------------------------------- | ----------------------------------------------------------------------------------- | ------------------------------------- | --- | -- |
| Weitere Bilder | Schuhfabrik Gaiser                                       | Kellereistraße 4 (Karte)                                                            | 1900                                  | Die Schuhfabrik Gaiser wurde nach Plänen des Architekten Philipp Jakob Manz für Hermann Gaiser gebaut. Schon 1907 wurde das Gebäude dann von den Brüdern Max und Siegfried Levi aufgekauft, welche in ihm die Württembergische Schuhfabrik M. & S. Levi gründeten. Als diese Schuhfabrik verlegt 1912 wurde, wurde das Gebäude zeitweise von den Ersten Süddeutschen Propellerwerke gemietet. |    |
| Weitere Bilder | Ehemaliges Elektrizitätswerk                             | Mörikestraße 18 (Karte)                                                             | 1900                                  | Erbaut wurde das ehemalige Elektrizitätswerk von der Gesellschaft für elektrische Unternehmungen aus München. Im Anschluss ging das Werk in den Besitz von Heinrich Mayer über, welcher es in sein Unternehmen Neckarwerke Elektrizitätsversorgung eingliederte. Als das Werk an die Fernleitung des Kraftwerkes Altbach angeschlossen wurde, verlor die Erzeugung von Strom aus dem örtlichen Kraftwerk an Bedeutung. Daraufhin war das Gebäude über mehrere Jahrzehnte die Bezirksstelle der Neckarwerke. Heute dient es als Kulturzentrum. |    |
| Weitere Bilder | Oberhofenkirche mit Kirchhof                             | Oberhofstraße 20 (Karte)                                                            | 1436                                  | Die Oberhofenkirche mit Kirchhof liegt nordöstlich des historischen Kerns von Göppingen. Die Vorgängerbauten dieser Kirche stammen noch aus dem 6./7. Jahrhundert. 1884–89 bauten Beyer und Dolmetsch die Türme der Kirche aus. Geschützt nach § 28 DSchG |    |
| Weitere Bilder | Fabrikanlagen Boehringer und Märklin                     | Stuttgarter Straße 50, 57, 58, 62, 64, 66 (Karte)                                   | 1935 und 1910                         | Diese Fabrikanlagen der Firmen Boehringer und Märklin liegen am westlichen Rand von Göppingen. Die Fabrikanlage von Boehringer wurde von R. Barreiss erbaut, die von Märklin von H. Maas. Geschützt nach § 2 DSchG |    |
|                | Villa Adams                                              | Theodor-Heuss-Str. 3 (Karte)                                                        | 1869                                  | Der amerikanische Fabrikant Georg Washington Adams ließ diese Villa errichten, nachdem er 1855 nach Göppingen zog. | BW |
|                | Hallstattzeitliche Grabhügelgruppe                       | Bartenbach, Flur Langer Wasen                                                       |                                       | Die Hallstattzeitliche Grabhügelgruppe liegt in einem Wald, östlich von Göppingen. Geschützt nach § 12 DSchG |    |
|                | Grabhügelfeld                                            | Bartenbach, Flur Oberholz, Flur Stockacker                                          |                                       | Dieses Grabhügelfeld liegt in einem Wald, südlich von Göppingen. Geschützt nach § 12 DSchG |    |
| Weitere Bilder | Ehemalige Württembergische Schuhfabrik                   | Faurndau, Salamanderstraße 27 (Karte)                                               | 1911/12                               | Die ehemalige Württembergische Schuhfabrik wurde von den Brüdern Max und Siegfried Levi gebaut. Es handelt sich um ein dreistöckiges Gebäude, das mit Hilfe der damals noch neuen Technik des Stahlbetonskelettbaus errichtet wurde. Während Max Levi bereits 1925 verstarb, floh Siegfried Levi auf Grund der Verfolgung der jüdischen Bürger im Nationalsozialismus nach Südafrika. So wurde die Fabrik 1936 von den Salamanderwerken Kornwestheim, an denen auch Max Levi beteiligt war, übernommen. Noch bis 1991 wurden hier Schuhe produziert. Im Jahre 1997 erworb dann die Telekom Deutschland das Gebäude, wo es Teil eines Computer-Zentrums wurde. |    |
| Weitere Bilder | Ehemalige Stiftskirche                                   | Faurndau, Stiftstraße 16 (Karte)                                                    | 1200–20                               | Die ehemalige Stiftskirche liegt zentral in Faurndau, in der Nähe des Zusammenfluss von Pfuhlbach und Fils. Sie ist im spätromanischen Stil gebaut. Geschützt nach § 28 DSchG |    |
|                | Wohnhaus der ehemaligen Papiermühle Beckh                | Faurndau, Wehrstraße 10 (Karte)                                                     | 1831                                  | Das Wohnhaus ist im spätklassizistischen Stil erbaut. Bei einem Brand auf dem Fabrikgelände 1883 waren dieses Gebäude und ein Werkstätte die einzigen Gebäude, welche nicht abbrannten. | BW |
| Weitere Bilder | Ehemaliger Steinbruch Spielburg                          | Hohenstaufen, Flur Spielburg, Gsteinlich (Flstnr. 400, 413/2, 414/1, 414/2) (Karte) |                                       | Bei dem ehemaligen Steinbruch Spielburg, der westlich von der Burg Hohenstaufen gelegen ist, handelt es sich um eine Kalkbank der weißen Jura. Der Kalkstein hier wurde über einen langen Zeitraum abgebaut. Geschützt nach § 2 DSchG |    |
| Weitere Bilder | Burg Hohenstaufen                                        | Hohenstaufen, Flur Hohenstaufen (Flstnr. 590) (Karte)                               | um 1070                               | Die Burgruine Hohenstaufen ist auf dem Zeugenberg, Hohenstaufen, gelegen. Die Burg wurde erbaut von Herzog Friedrich I. von Schwaben. Während des 12. und 13. Jahrhunderts war diese Burg der Hauptsitz des Herzogtums Schwaben. Ab 1319 befand sie sich dann im Besitz von Württemberg. Um 1525 wurde die Burg dann zerstört. Geschützt nach § 28 DSchG |    |
| Weitere Bilder | Evangelische Pfarrkirche und sogenannte Barbarossakirche | Hohenstaufen, Kaiserbergsteige 23, 24 (Karte)                                       | 1838/40 und Ende des 15. Jahrhunderts | Die evangelische Pfarrkirche und sogenannte Barbarossakirche liegt am nördlichen Rand von Hohenstaufen. Geschützt nach §§ 2, 28 DSchG |    |
| Weitere Bilder | Schloss Liebenstein                                      | Jebenhausen, Heimbachweg 24 (Karte)                                                 | 1686                                  | Dieses westlich von Jebenhausen gelegenen Schloss Liebenstein wurde unter Albrecht Philipp Freiherr aus dem Adelsgeschlecht Liebenstein erbaut, nach welchem das Schloss benannt ist. Es befindet sich in der Nähe des Heimbaches. Geschützt nach § 28 DSchG |    |
| Weitere Bilder | Jüdischer Friedhof                                       | Jebenhausen, Kreuzhaldenweg (Karte)                                                 | 1777/81                               | Dieser ursprünglich außerhalb von Jebenhausen erbaute Friedhof befindet sich nun am nördlichen Rand. Er enthält einige Grabdenkmäler und ist ummauert. Geschützt nach § 12 DSchG |    |
|                | Evangelische Pfarrkirche                                 | Maitis, Gmünder Straße 53 (Karte)                                                   | 1464                                  | Die evangelische Pfarrkirche liegt am nordwestlichen Rand von Maitis. Geschützt nach § 28 DSchG | BW |